# Alta via della Valmalenco
L'Alta via della Valmalenco è un sentiero alpino a lunga percorrenza (alta via) che si svolge fra le montagne della Valmalenco (provincia di Sondrio), nelle Alpi Retiche occidentali. Ideata e tracciata fra il 1975 e il 1976 da Giancarlo Carrara, Giancarlo Corbellini e Nemo Canetta, è stata la prima alta via italiana a vocazione culturale. Il percorso ad anello si snoda in otto tappe con partenza e arrivo a Torre di Santa Maria, attraverso i gruppi montuosi del monte Disgrazia, del Bernina e del pizzo Scalino, per una lunghezza di circa 110 km e mantenendosi per quasi tutto il tracciato oltre i 2.000 m. Il tracciato dell'Alta via è segnalato lungo il percorso da un triangolo giallo al cui interno è scritto un numero che indica la tappa.

## Itinerario
- 1ª tappa (7 h): Torre di Santa Maria (770 m) - Alpe Piasci - Rifugio Cometti (1.720 m) - Arcoglio Superiore (2.123 m) - Sasso Bianco (2.490 m) - Rifugio Bosio-Galli (2.086 m).
- 2ª tappa (6 h): Rifugio Bosio-Galli (2.086 m) - Alpe Mastabbia (2.077 m) - Alpe Giumellino (1.756 m) - Laghetti Sassersa (2.369 m) - Passo Ventina (2.675 m) - Rifugio Gerli-Porro (1.961 m).
- 3ª tappa (6 h): Rifugio Gerli-Porro (1.961 m) - Alpe Forbesina (1.656 m) - Val Sissone - Rifugio del Grande Camerini (2.564 m) - Alpe Vazzeda (2.033 m) - Chiareggio (1.612 m).
- 4ª tappa (6 h): Chiareggio (1.612 m) - Alpe Fora (2.053 m) - Rifugio Longoni (2.450 m) - Alpe Sasso Nero (2.304 m) - Rifugio Palù (1.947 m).
- 5ª tappa (7 h): Rifugio Palù (1.947 m) - Bochel del Torno (2.208 m) - Alpe Campascio (1.844 m) - Alpe Musella (2.021 m) - Rifugio Carate (2.636 m) - Rifugio Marinelli Bombardieri (2.813 m).
- 6ª tappa (4 h): Rifugio Marinelli Bombardieri (2.813 m) - Bocchetta di Caspoggio (2.983 m) - Alpe di Fellaria (2.427 m) - Rifugio Roberto Bignami (2.401 m).
- 7ª tappa (6 h): Rifugio Roberto Bignami (2.401 m) - Alpe Gembrè (2.190 m) - Alpe Val Poschiavina (2.230 m) - Passo Canciano (2.464 m) - Passo Campagneda (2.626 m) - Alpe Prabello (2.226 m) - Rifugio Cristina (2.227 m).
- 8ª tappa (5 h) : Rifugio Cristina (2.227 m) - Alpe Acquanera (2.116 m) - Alpe Cavaglia (2.056 m) - Piazzo Cavalli (1.777 m) - Caspoggio (1.098 m) - Torre di Santa Maria (770 m).